# Charles Cagniard de la Tour
Charles Cagniard de la Tour (París, 31 de marzo de 1777 - París, 5 de julio de 1859) fue un físico e ingeniero francés.
Asistió a la École polytechnique y se convirtió en "ingeniero geográfico". En 1818 fue nombrado barón por el rey Louis XVIII.

## Inventos e investigaciones
Entre los numerosos inventos que patentó a lo largo de su vida destaca la cagniardelle, una máquina de soplado que consiste básicamente en un tornillo de Arquímedes dispuesto de forma oblicua en un tanque de agua, de tal manera que su extremo inferior se encuentre completamente sumergido y su extremo superior lo haga sólo parcialmente; de esta forma, solamente es necesario rotar en dirección contraria a la dirección que se quiere elevar el agua.
En 1819 inventó la sirena de Cagniard, que permite producir sonido y determinar su frecuencia (número de vibraciones/segundo). Este aparato permite medir el tono de un sonido por medio de una corriente de aire que acciona un disco con orificios, emitiendo un sonido al girar, tanto más agudo cuanta más velocidad posea. Una vez alcanzado el tono deseado, un mecanismo mide el número de vibraciones.
En 1822, cuando se encontraba inmerso en una investigación sobre los efectos que produciría en ciertos líquidos la temperatura y la presión, descubrió que para cada uno de ellos existía una determinada temperatura alcanzada la cual el líquido pasaba a estado gaseoso, se aplicara la presión que se aplicara. Por encima de esta temperatura la sustancia se encuentra en fase de fluido supercrítico, y la distinción entre gas y líquido desaparece. En el caso del agua determinó esta temperatura crítica, que resultó ser de 362º C.
Además, también estudió la naturaleza de las levaduras y la influencia del frío extremo en sus vidas.